# Stéphane Pelle
Stéphane Pelle (Yaoundé, 15 april 1980) is een Kameroens voormalig basketballer.

## Carrière
Pelle speelde collegebasketbal voor de Colorado Buffaloes van 1999 tot 2003. Hij werd niet gekozen in de NBA draft maar wel in de CBA draft waar hij als derde in de eerste ronde werd gekozen door de Idaho Stampede. Maar hij zou nooit voor hen spelen maar speelde wel voor de Los Angeles Lakers in de NBA Summer League maar kon geen definitief contract versieren. In 2003 tekende hij een contract bij het Turkse Tekelspor waar hij een seizoen speelde in de Turkse hoogste klasse. In 2004 maakte hij de overstap naar de Franse eerste klasse bij ASVEL Basket. In 2005 tekende hij bij de Belgische eersteklasser Liège Basket waar hij drie seizoenen speelde en meer dan 100 wedstrijden voor de club uitkwam.
In 2008 tekende hij bij Okapi Aalstar waar hij een seizoen doorbracht maar uiteindelijk maar zes wedstrijden voor speelde en samen met Matthew Lojeski en Trevor Huffman naar Oostende werd gehaald. In 2009 ging hij spelen voor BC Oostende waarbij hij speelde tot in 2012 maar miste heel dat laatste seizoen door een blessure en bijhorende operatie. Na nog een seizoen bij Excelsior Brussels in tweede klasse stopte hij als profspeler. Hij speelde daarna nog voor Uccle Europe Basket en in 2017/18 nog een seizoen bij de amateurclub BC Groot Dilbeek in tweede provinciale.

## Erelijst
- Belgische bekerwinnaar: 2010